# Valdemoro
Valdemoro je španělská obec a město v autonomním společenství a zároveň provincii Madrid, v comarce La Sagra. Nachází se ve vzdálenosti 27 km jižně od Madridu. V roce 1990 zde žilo 18 000 obyvatel a v roce 2016 72  988 obyvatel.